# Муратова (Иркутская область)
Муратова — деревня в Черемховском районе Иркутской области России. Входит в состав Черемховского муниципального образования. Находится примерно в 9 км к северо-западу от районного центра.

## Население
| 2002 | 2010 | 2011 | 2012 |
| ---- | ---- | ---- | ---- |
| 195  | ↘181 | ↘180 | ↘177 |